# Montigny-Lengrain
Montigny-Lengrain é uma comuna francesa na região administrativa de Altos da França, no departamento de Aisne. Estende-se por uma área de 11,38 km². Em 2010 a comuna tinha 724 habitantes (densidade: 63,6 hab./km²).